# Балтрушайтис, Юргис (младший)
Юргис Балтрушайтис (лит. Jurgis Baltrušaitis; 7 мая 1903 — 25 января 1988) — французский искусствовед литовского происхождения, историк искусства и основоположник сравнительного искусствоведения. Сын поэта и дипломата Юргиса Балтрушайтиса.

## Биография
Балтрушайтис родился в Москве. В детстве он был погружен в насыщенную культурную жизнь своих родителей. Одним из первых его учителей был поэт и писатель Борис Пастернак.
В 1924 году он переехал в Париж, где Балтрушайтис решил изучать историю искусства. Он продолжил исследования в Армении, Грузии, Испании, Италии и Германии, получив докторскую степень в Сорбонне в 1931 году. Позже он стал атташе по культуре в литовской дипломатической миссии в Париже.
С 1933 по 1939 гг. Балтрушайтис читал лекции по истории искусства в университете Витовта Великого, Сорбонне и Институте Варбурга в Лондоне. С 1945 года работал дипломатом в изгнании.
После Второй мировой войны он читал лекции в Нью-Йоркском университете, Йельском университете, Гарвардском университете и в Метрополитен-музее.
Его дипломатические усилия включали написание статей для французской прессы по литовским вопросам и представление Литвы в международных организациях, таких как Académie Internationale des Sciences et des Lettres и Посольство Литвы в Париже.
Балтрушайтис скончался в Париже.